# Ilya Itin

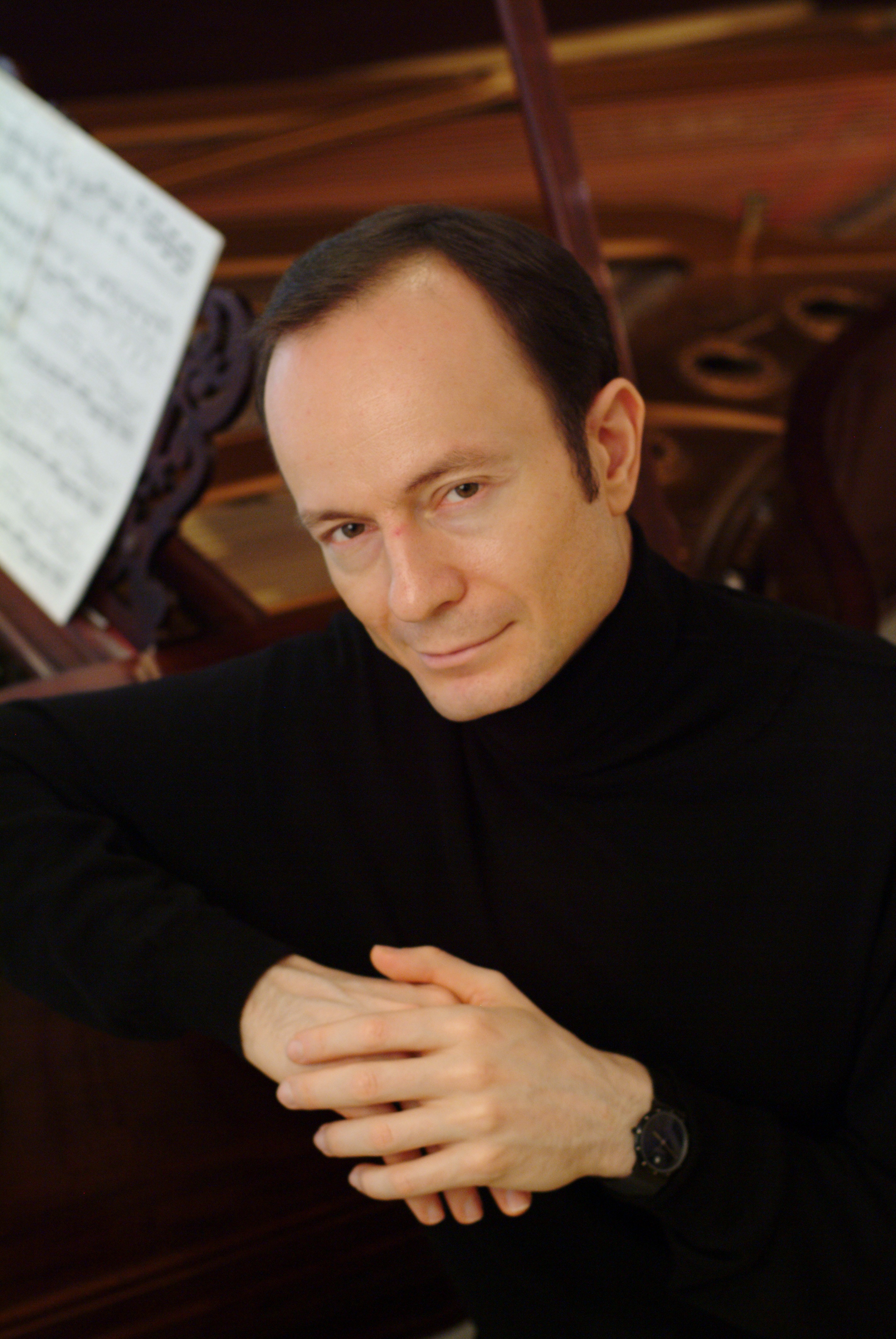
Ilya Itin, 2010

Ilya Itin (* 3. April 1967 in Swerdlowsk) ist ein russischer Pianist und Musikpädagoge.

## Werdegang
Itin begann ein Klavierstudium an der Swerdlowsker Schule für Begabte bei Natalia Litwinowa und schloss 1990 sein Studium bei Lew Naumow am Moskauer Konservatorium mit der höchsten Auszeichnung ab. Im gleichen Jahr erhielt er beim Rachmaninow-Wettbewerb in Moskau den Zweiten Preis, bald darauf die höchsten Auszeichnungen bei der William Kapell International Piano Competition, den Ersten Preis und den Sonderpreis beim Casadesus-Wettbewerb sowie Preise beim Gina-Bachauer-Wettbewerb.
Seine internationale Laufbahn begann, nachdem er 1996 beim Internationalen Klavierwettbewerb in Leeds die Goldmedaille, den BBC-Publikumspreis und den Preis für zeitgenössische Musik gewonnen hatte. Er trat als Solist mit  Orchestern wie dem Cleveland Orchestra, den Sankt Petersburger Philharmonikern, dem Symphonieorchester der Präfektur Tokio, dem National Symphony Orchestra, dem London Philharmonic Orchestra, der Chinesischen Nationalsinfonie, dem Symphony Orchestra of India, dem Orquesta Filarmónica de la Ciudad de México und dem Rochester Philharmonic Orchestra und unter Dirigenten wie Simon Rattle, Neeme Järvi, Christoph von Dohnanyi, Yakov Kreizberg, Vassily Sinaisky, Valery Polyansky und Michail Pletnjow auf und gab Konzerte in Europa, Asien, den USA und Südamerika.
Als Kammermusiker arbeitete Itin u. a. mit den Jupiter Chamber Players, mit Fuminori Maro Shinozaki, Igor und Vesna Gruppmann, Mark Kosower, Adam Neiman und Ida Haendel zusammen. Er lebt in New York und Tokio, unterrichtet an der Musashino Academy in Tokio, der Academy of the Miami International Piano Festival und am Golandsky Institute, zuvor auch an der Juilliard School, am Peabody Conservatory und im Graduiertenprogramm der City University of New York, und gibt weltweit Meisterklassen.